# Radio Ukraine International
Radio Ukraine International (RUI) — международный канал Украинского Радио в составе Национальной общественной телерадиокомпании Украины. Не следует путать международное вещание (данный радиоканал) собственно с Украинским Радио. Вещание ведётся на 4 иностранных языках, а также на украинском и гагаузском.

## История

### В составе Гостелерадио УССР и ГТРКУ (до 1995 года)
Запущена Радиокомитетом УССР на коротких волнах как «Радио Киев» после Великой Отечественной войны, когда было начато радиовещание для украинской диаспоры. В 1962 году станция открыла вещание на английском языке, в 1966 — на немецком, в 1970 — на румынском. В 1992 году получила современное название.

### В составе НРКУ (1995 — 2017)
В 1995 году вошла в НРКУ. В начале 2000-х годов планировалось начать вещание на русском и польском языках. С 12 апреля по 30 июня 2010 года, в связи с недостаточным финансированием, радиостанция временно отсутствовала на коротких волнах. Вещание станции на коротких волнах с территории Украины было окончательно прекращено в мае 2011 года. В период с 25 мая по 16 июня 2011 года вещание украинской редакции было приостановлено. Станция продолжила вещание на английском, немецком, румынском и украинском языках в интернете и на спутнике. Передачи на румынском языке также транслировались на средних волнах. 10 декабря 2014 года Национальная радиокомпания Украины и её творческое объединение «Всемирная служба радиовещания Украины» начали вещание на русском языке на территорию Украины и России. Использовался передатчик с частотой 1431 кГц и мощностью 800 кВт, что обеспечивало покрытие на Украине и европейской части России. На начальной стадии транслировалась двухчасовая программа с 18:00 до 20:00 по московскому времени.

### В составе НОТУ (с 2017 года)
В 2017 году, вслед за созданием Национальной общественной телерадиокомпании Украины, Всемирная служба Радиовещания Украины была трансформирована в Главную редакцию программ на иностранных языках Украинского Радио.

## Вещание
Вещание на частоте AM 1431 кГц средних волн было остановлено 1 февраля 2018 года, возобновлено на частоте AM 549 кГц с 1 февраля 2021 года и вновь остановлено 31 декабря 2021 года. Весной 2022 года, в связи с вторжением России в Украину, формат вещания был кардинально изменён, теперь представляя собой только выпуски новостей в начале каждого часа на разных языках и короткометражные рубрики.
В апреле 2022 года по инициативе Литвы начата ретрансляция Украинского Радио на средних волнах (Радио «Балтийские Волны») на частоте AM 1386 кГц, покрывая территорию Европы, европейской части России, Беларуси, Украины. Вещание ведётся с мощностью 75 кВт. Радиус вещания около 2000 километров в тёмное время суток, в светлое или утреннее время он составляет до 500 километров. Причиной таких колебаний является специфика средних волн. С 30 июля 2023 года RUI прекратило вещание на русском языке по неизвестной причине.
На данный момент по состоянию на 2025 год станция вещает:
- онлайн http://radio.ukr.radio:8000/ur4-mp3 (192 кбит/с, Международная служба Украинского Радио)
- онлайн https://ukr.radio/maps (варианты онлайн-потоков вещания)
- на средних волнах — в Европе, Украине, Беларуси, европейской части России на частоте AM 1386 кГц с 00:00 до 06:30 по московскому времени[18]

## Формат
Формат вещания — дайджест новостей в записи, передачи о российско-украинской войне.
Список передач https://ukr.radio/progs.html?channelID=4

## Расписание вещания
Время выхода в эфир новостных выпусков и передач на разных языках. Время, языки и сетка вещания может меняться в зависимости от текущей ситуации.
- 00:00 – румынский
- 01:00 – словацкий
- 04:00 – белорусский
- 05:00 – болгарский
- 12:35 – румынский, словацкий, болгарский, гагаузский
- 17:35 – румынский, словацкий, болгарский, гагаузский

В промежутках между передачами на иностранных языках идут передачи Первого канала Украинского Радио.